# Responsabilidad moral
La responsabilidad moral es aquella en la que se toma responsabilidad sobre un suceso específico o persona, poniendo la moral por encima de lo demás. Se trata entonces de la responsabilidad que se relaciona con las acciones y su valor moral. Desde una ética consecuencialista, dicho valor será dependiente de las consecuencias de tales acciones. Sea entonces al daño causado a un individuo, a un grupo o a la sociedad entera por las acciones o las no-acciones de otro individuo o grupo.
En una ética deontológica, en cambio, tales acciones tendrán un valor intrínseco, independiente de sus consecuencias. Desde esta perspectiva, es un sistema de principios y de juicios compartidos por los conceptos y las creencias culturales, religiosas y filosóficas, lo que determina si algunas acciones dadas son correctas o incorrectas. Estos conceptos son generalizados y codificados a menudo por una cultura o un grupo, y sirven así para regular el comportamiento de sus miembros. De conformidad a tal codificación se le puede también llamar moralidad, y el grupo puede depender de una amplia conformidad a tales códigos para su existencia duradera.
Desde el punto de vista de la organización social, la responsabilidad moral se diferencia de la responsabilidad jurídica por su carácter interno. La responsabilidad moral se refiere principalmente al carácter interno de las conductas (la conciencia o intención de quien ha actuado), sin importar aspectos externos como el hecho de que éstas hayan sido descubiertas o sancionadas. Por el contrario, los procesos jurídicos no son necesariamente procesos de intención (por ejemplo, la prescripción del delito de robo por el mero transcurso del tiempo puede invalidar la responsabilidad jurídica sin invalidar la responsabilidad moral).
La responsabilidad moral ocupa un lugar cada vez más importante en la opinión pública cuando la adjudicación de la responsabilidad jurídica a través de los tribunales es insuficiente para cerrar casos como son, por ejemplo, escándalos de corrupción ligados al ocultamiento de cifras en la contabilidad de empresas, derramamiento de petróleo en zonas naturales, financiamientos ilegales de campañas y escándalos de corrupción política.
El término aparece también en la discusión de temas como determinismo o libre albedrío, puesto que sin la libertad es difícil ser culpado por las propias acciones, y sin esta responsabilidad moral la naturaleza del castigo y la ética se convierten en una interrogante.

## Sistemas Artificiales
La aparición de la automatización, la robótica y las tecnologías relacionadas suscitó la pregunta: "¿Puede un sistema artificial ser moralmente responsable?" La pregunta tiene una variante estrechamente relacionada: "Cuando (si alguna vez) Desde su (s) creador (es) humano (s) hasta el sistema? "
Las preguntas, sin lugar a dudas, se unen con la ética de la máquina, pero se distinguen de ella, que se refiere al comportamiento moral de los sistemas artificiales. Si el comportamiento de un sistema artificial lo califica para ser moralmente responsable ha sido un enfoque clave del debate.

### Argumentos que los sistemas artificiales no pueden ser moralmente responsables
Batya Friedman y Peter Kahn Jr postularon que la intencionalidad es una condición necesaria para la responsabilidad moral y que los sistemas informáticos concebibles en 1992 en material y estructura no podrían tener intencionalidad .
Arthur Kuflik afirmó que los seres humanos deben asumir la última responsabilidad moral por las decisiones de una computadora, ya que son los seres humanos quienes diseñan las computadoras y escriben sus programas. Propuso además que los seres humanos nunca pueden renunciar a la vigilancia de las computadoras. 
Frances Grodzinsky et al. Considerados sistemas artificiales que podrían modelarse como máquinas de estado finito. Ellos postularon que si la máquina tenía una tabla de transición de estado fijo, entonces no podría ser moralmente responsable. Si la máquina pudiera modificar su mesa, entonces el diseñador de la máquina todavía conserva cierta responsabilidad moral. 
Patrick Hew argumentó que para que un sistema artificial sea moralmente responsable, sus reglas de conducta y los mecanismos para suministrar esas reglas no deben ser suministrados enteramente por seres humanos externos. Además, argumentó que estos sistemas son una diferencia sustancial de las tecnologías y la teoría existentes en 2014. Un sistema artificial basado en esas tecnologías no tendrá responsabilidad por su comportamiento. La responsabilidad moral se reparte entre los seres humanos que crearon y programaron el sistema.
(Se puede encontrar una revisión más extensa de los argumentos en).

### Argumentos que los sistemas artificiales pueden ser moralmente responsables
Colin Allen et al. Propuso que un sistema artificial puede ser moralmente responsable si sus comportamientos son funcionalmente indistinguibles de una persona moral, acuñando la idea de una "Prueba Moral de Turing". [35] Posteriormente, desautorizaron la Prueba Moral de Turing en reconocimiento de las controversias que rodeaban la Prueba de Turing. 
Andreas Matthias describió una "brecha de responsabilidad" en la que responsabilizar a los seres humanos de una máquina sería una injusticia, pero sostener la máquina responsable desafiaría las formas "tradicionales" de adscripción. Propuso tres casos en los que el comportamiento de la máquina debía atribuirse a la máquina y no a sus diseñadores u operadores. En primer lugar, argumentó que las máquinas modernas son intrínsecamente impredecibles (hasta cierto punto), pero realizan tareas que deben realizarse pero que no pueden ser manejadas por medios más sencillos. Segundo, que hay cada vez más "capas de oscuridad" entre los fabricantes y el sistema, ya que los programas codificados a mano se sustituyen por medios más sofisticados. Tercero, en sistemas que tienen reglas de operación que pueden ser cambiadas durante el funcionamiento de la máquina.
(Se puede encontrar una revisión más extensa de los argumentos en).